# Жну, Клер
Клер Жну (фр. Claire Genoux, 8 сентября 1971, Лозанна) — швейцарская писательница, пишет на французском языке.

## Биография
Закончила Лозаннский университет, преподавала французский язык. Дебютировала в 1997 книгой стихов. В 2000-е годы стала публиковать прозу, продолжая в ней стилистическую линию Корины Бий и Катрин Колон.
Преподает в Институте швейцарской литературы в г. Бьен. Живёт в Лозанне.

## Произведения

### Стихи
- Овальное солнце/ Soleil ovale (1997)
- Времена тела/ Saisons du corps (1999, премия Рамю за поэзию)
- Прирученное время/ L’Heure apprivoisée (2004)
- Poésie 1997—2004 (2010)
- Faire feu (2011)

### Новеллы
- Грудь под корой/ Poitrine d'écorce (2000)
- Её голые ноги Ses pieds nus (2006)